# Una teràpia perillosa
Una teràpia perillosa (títol original: Analyze This) és una pel·lícula estatunidenca de Harold Ramis estrenada el 1999. Ha estat doblada i subtitulada al català.

## Argument
Ben Sobel, modest psiquiatre superat pel seu pare, és a punt de casar-se. Veu un dia desembarcar Paul Vitti, padrí mafiós de Nova York, que és víctima de crisis d'angoixa sobtades i no arriba a portar correctament la seva càrrega de padrí. Ben Sobel llavors ha de compondre's-les amb aquest carregant pacient, i s'arrisca en tot moment de ser liquidat.

## Repartiment
- Robert De Niro: Paul Vitti
- Billy Crystal: Ben Sobel
- Lisa Kudrow: Laura MacNamana
- Chazz Palminteri: Primo Sidone
- Joe Viterelli: Jelly
- Kyle Sabihy: Michael Sobel
- Pat Cooper: Salvatore Masiello
- Joe Rigano: Dominic Manetta
- Leo Rossi: Carlo Mangano
- Max Casella: Nicky Shivers
- Richard C. Castellano: Jimmy
- Pasquale Cajano: Frankie Zello
- Gene Ruffini: Joe Baldassare
- Judith Kahan: Elaine Felton
- Molly Shannon: Caroline
- Tony Bennett: ell mateix
- DonnaMarie Recco: Shiela
- Bill Macy: Isaac Sobel
- Rebecca Schull: Dorothy Sobel
- Aasif Mandvi: Dr. Shulman
- Frank Pietrangolare: Tuna
- Bart Tangredi: Vitti Sr. jove
- Michael Straka: Dominic Manetta, de jove

## Al voltant de la pel·lícula
A l'escena on Ben Sobel comprarà taronges a continuació es disparat per  l'esquena i on Paul Vitti l'espera al cotxe, es veu perfectament la picada d'ull al film El Padrí, on Don Vito Corleone es disparat després d'haver comprat taronges.
Premis 1999Globus d'or: 2 Nominacions: Millor Comèdia i Actor Comèdia (De Niro)
Crítica
- - Va obtenir bones crítiques tant a Amèrica del Nord com a Europa, a més d'estar 2 setmanes en el nº1 Box Office EUA.
  - Et trenques de riure, de diàlegs hilarants, d'humor brutal"[4]